# Nyhagen och Översättra
Nyhagen och Översättra – miejscowość (tätort) w Szwecji, w regionie administracyjnym (län) Sztokholm, w gminie Österåker.
Według danych Szwedzkiego Urzędu Statystycznego liczba ludności wyniosła: 619 (31 grudnia 2015), 649 (31 grudnia 2018) i 656 (31 grudnia 2019).